# Kinyongia multituberculata
Kinyongia multituberculata (tên tiếng Anh: Tắc kè hoa hai sừng Tây Usambara) là một loài tắc kè hoa bản địa dãy núi Usambara của Tanzania. Chiều dài trung bình của nó 18,7 cm.

## Hình ảnh

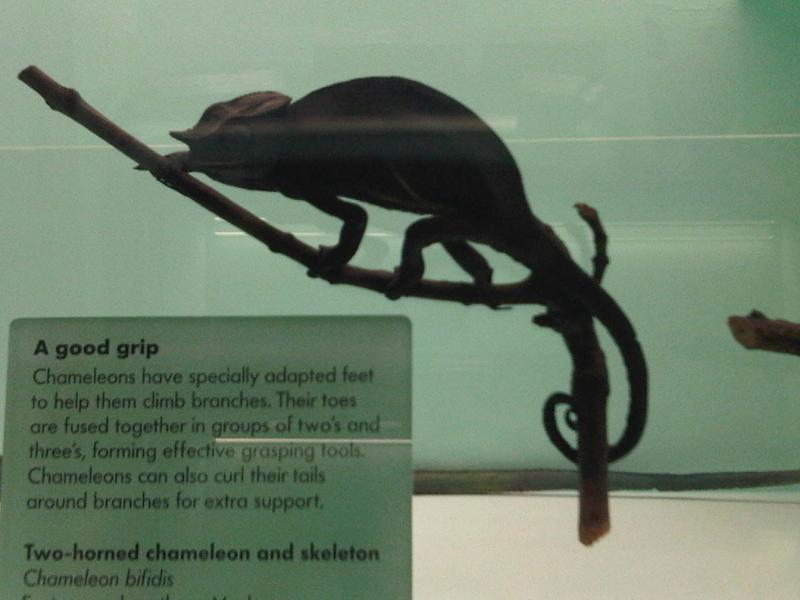